# AFI's 100 Years...100 Laughs
AFI's 100 Years...100 Laughs je seznam stotih najboljših ameriških komičnih filmov, ki ga je sestavil in 13. junija 2000 objavil Ameriški filmski inštitut.

## Seznam
| #   | Film                                                        | Režiser                                  | Leto |
| --- | ----------------------------------------------------------- | ---------------------------------------- | ---- |
| 1   | Nekateri so za vroče (Some Like It Hot)                     | Billy Wilder                             | 1959 |
| 2   | Tootsie                                                     | Sydney Pollack                           | 1982 |
| 3   | Dr. Strangelove                                             | Stanley Kubrick                          | 1964 |
| 4   | Annie Hall                                                  | Woody Allen                              | 1977 |
| 5   | Nora vojna bratov Marx (Duck Soup)                          | Leo McCarey                              | 1933 |
| 6   | Vroča sedla (Blazing Saddles)                               | Mel Brooks                               | 1974 |
| 7   | MASH                                                        | Robert Altman                            | 1970 |
| 8   | Zgodilo se je neke noči (It Happened One Night)             | Frank Capra                              | 1934 |
| 9   | Diplomiranec (The Graduate)                                 | Mike Nichols                             | 1967 |
| 10  | Ali je pilot v letalu? (Airplane!)                          | Jim Abrahams, David Zucker, Jerry Zucker | 1980 |
| 11  | Producenta (The Producers)                                  | Mel Brooks                               | 1967 |
| 12  | A Night at the Opera                                        | Sam Wood                                 | 1935 |
| 13  | Mladi Frankenstein (Young Frankenstein)                     | Mel Brooks                               | 1974 |
| 14  | Težavna vzgoja (Bringing Up Baby)                           | Howard Hawks                             | 1938 |
| 15  | Zgodba iz Filadelfije (The Philadelphia Story)              | George Cukor                             | 1940 |
| 16  | Pojmo v dežju (Singin' in the Rain)                         | Gene Kelly, Stanley Donen                | 1952 |
| 17  | Zares čuden par (The Odd Couple)                            | Gene Saks                                | 1968 |
| 18  | General (The General)                                       | Clyde Bruckman, Buster Keaton            | 1927 |
| 19  | Njegovo dekle Petek (His Girl Friday)                       | Howard Hawks                             | 1940 |
| 20  | Apartma (The Apartment)                                     | Billy Wilder                             | 1960 |
| 21  | Riba po imenu Vanda (A Fish Called Wanda)                   | Charles Crichton                         | 1988 |
| 22  | Adamovo rebro (Adam's Rib)                                  | George Cukor                             | 1949 |
| 23  | Ko je Harry srečal Sally (When Harry Met Sally...)          | Rob Reiner                               | 1989 |
| 24  | Rojena včeraj                                               | George Cukor                             | 1950 |
| 25  | Zlata mrzlica (The Gold Rush)                               | Charlie Chaplin                          | 1925 |
| 26  | Dobrodošli, gospod Chance (Being There)                     | Hal Ashby                                | 1979 |
| 27  | Nori na Mary (There's Something About Mary)                 | Peter Farrelly, Robert Farrelly          | 1998 |
| 28  | Izganjalci duhov (Ghostbusters)                             | Ivan Reitman                             | 1984 |
| 29  | To je Spinal Tap (This Is Spinal Tap)                       | Rob Reiner                               | 1984 |
| 30  | Arzenik in stare čipke (Arsenic and Old Lace)               | Frank Capra                              | 1944 |
| 31  | Arizona Junior (Raising Arizona)                            | Joel Coen                                | 1987 |
| 32  | The Thin Man                                                | W. S. Van Dyke                           | 1934 |
| 33  | Moderni časi (Modern Times)                                 | Charlie Chaplin                          | 1936 |
| 34  | Neskončni dan (Groundhog Day)                               | Harold Ramis                             | 1993 |
| 35  | Harvey                                                      | Henry Koster                             | 1950 |
| 36  | Nora šola (Animal House)                                    | John Landis                              | 1978 |
| 37  | Veliki diktator (The Great Dictator)                        | Charlie Chaplin                          | 1940 |
| 38  | Luči velemesta (City Lights)                                | Charlie Chaplin                          | 1931 |
| 39  | Sullivanova potovanja (Sullivan's Travels)                  | Preston Sturges                          | 1941 |
| 40  | It's a Mad, Mad, Mad, Mad World                             | Stanley Kramer                           | 1963 |
| 41  | Mesečnica (Moonstruck)                                      | Norman Jewison                           | 1987 |
| 42  | Velik (Big)                                                 | Penny Marshall                           | 1988 |
| 43  | Ameriški grafiti (American Graffiti)                        | George Lucas                             | 1973 |
| 44  | My Man Godfrey                                              | Gregory La Cava                          | 1936 |
| 45  | Harold in Maude (Harold and Maude)                          | Hal Ashby                                | 1971 |
| 46  | Manhattan                                                   | Woody Allen                              | 1979 |
| 47  | Šampon (Shampoo)                                            | Hal Ashby                                | 1975 |
| 48  | Strel v temi (A Shot in the Dark)                           | Blake Edwards                            | 1964 |
| 49  | Biti ali ne biti (To Be or Not to Be)                       | Ernst Lubitsch                           | 1942 |
| 50  | Cat Ballou                                                  | Elliot Silverstein                       | 1965 |
| 51  | Sedem let skomin (The Seven Year Itch)                      | Billy Wilder                             | 1955 |
| 52  | Ninočka (Ninotchka)                                         | Ernst Lubitsch                           | 1939 |
| 53  | Arthur (Arthur)                                             | Steve Gordon                             | 1981 |
| 54  | The Miracle of Morgan's Creek                               | Preston Sturges                          | 1944 |
| 55  | Lady Eve (The Lady Eve)                                     | Preston Sturges                          | 1941 |
| 56  | Abbott and Costello Meet Frankenstein                       | Charles Barton                           | 1948 |
| 57  | Restavracija (Diner)                                        | Barry Levinson                           | 1982 |
| 58  | It's a Gift                                                 | Norman Z. McLeod                         | 1934 |
| 59  | En dan smeha (A Day at the Races)                           | Sam Wood                                 | 1937 |
| 60  | Plavolasa prikazen (Topper)                                 | Norman Z. McLeod                         | 1937 |
| 61  | Zakaj te očka pušča samo? (What's Up, Doc?')                | Peter Bogdanovich                        | 1972 |
| 62  | Sherlock Jr.                                                | Buster Keaton                            | 1924 |
| 63  | Policaj z Beverly Hillsa (Beverly Hills Cop)                | Martin Brest                             | 1984 |
| 64  | TV dnevnik (Broadcast News)                                 | James L. Brooks                          | 1987 |
| 65  | Horse Feathers                                              | Norman Z. McLeod                         | 1932 |
| 66  | Vzemi denar in zbeži (Take the Money and Run)               | Woody Allen                              | 1969 |
| 67  | Očka v krilu (Mrs. Doubtfire)                               | Chris Columbus                           | 1993 |
| 68  | The Awful Truth                                             | Leo McCarey                              | 1937 |
| 69  | Banane (Bananas)                                            | Woody Allen                              | 1971 |
| 70  | Mister Deeds - Milijonar dobrotnik (Mr. Deeds Goes to Town) | Frank Capra                              | 1936 |
| 71  | Vražji krt (Caddyshack)                                     | Harold Ramis                             | 1980 |
| 72  | Mr. Blandings Builds His Dream House                        | H. C. Potter                             | 1948 |
| 73  | Monkey Business                                             | Norman Z. McLeod                         | 1931 |
| 74  | Od devetih do petih (9 to 5)                                | Colin Higgins                            | 1980 |
| 75  | She Done Him Wrong                                          | Lowell Sherman                           | 1933 |
| 76  | Victor Victoria (Victor/Victoria)                           | Blake Edwards                            | 1982 |
| 77  | The Palm Beach Story                                        | Preston Sturges                          | 1942 |
| 78  | Road to Morocco                                             | David Butler                             | 1942 |
| 79  | The Freshman                                                | Fred C. Newmeyer, Sam Taylor             | 1925 |
| 80  | Povampirjeni Miles (Sleeper)                                | Woody Allen                              | 1973 |
| 81  | The Navigator                                               | Buster Keaton, Donald Crisp              | 1924 |
| 82  | Vojak Benjamin (Private Benjamin)                           | Howard Zieff                             | 1980 |
| 83  | Father of the Bride                                         | Vincente Minnelli                        | 1950 |
| 84  | Lost in America                                             | Albert Brooks                            | 1985 |
| 85  | Zvečer ob 8. (Dinner at Eight)                              | George Cukor                             | 1933 |
| 86  | Mestni fantje (City Slickers)                               | Ron Underwood                            | 1991 |
| 87  | Ameriska gimnazija (Fast Times at Ridgemont High)           | Amy Heckerling                           | 1982 |
| 88  | Beetlejuice                                                 | Tim Burton                               | 1988 |
| 89  | Bedak (The Jerk)                                            | Carl Reiner                              | 1979 |
| 90  | Ženska leta (Woman of the Year)                             | George Stevens                           | 1942 |
| 91  | The Heartbreak Kid                                          | Elaine May                               | 1972 |
| 92  | Ball of Fire                                                | Howard Hawks                             | 1941 |
| 93  | Fargo                                                       | Joel Coen, Ethan Coen                    | 1996 |
| 94  | Auntie Mame                                                 | Morton DaCosta                           | 1958 |
| 95  | Srebrna strela (Silver Streak)                              | Arthur Hiller                            | 1976 |
| 96  | Sinovi puščave (Sons of the Desert)                         | William A. Seiter                        | 1933 |
| 97  | Bull Durham                                                 | Ron Shelton                              | 1988 |
| 98  | Dvorni norec (The Court Jester)                             | Melvin Frank, Norman Panama              | 1956 |
| 99  | Nori profesor (The Nutty Professor)                         | Jerry Lewis                              | 1963 |
| 100 | Dobro jutro, Vietnam (Good Morning, Vietnam)                | Barry Levinson                           | 1987 |